# Åsa Hallengård
Åsa Hallengård är lärare och författare. Hon har bland annat skrivit feelgoodserien Antikkursen, som utspelar sig i Landskrona. I serien möts sju personer, som alla har sina egna problem att tampas med, exempelvis det medelålders paret Martin och Maria, som har problem i sitt äktenskap och bestämmer sig för att göra något tillsammans.

## Bokserien Antikkursen
- Antikkurs för vilsna hjärtan, Joelsgården Förlag,[6] 2019, utgiven som ljudbok av Saga Egmont Förlag[7] 2019

- Antikcafé för kantstötta hjärtan, Joelsgården Förlag[8], 2019, utgiven som ljudbok av Saga Egmont Förlag[9] 2020.

- Antikgård för spirande hjärtan, Joelsgården Förlag[10] 2020, utgiven som ljudbok av Saga Egmont Förlag[11] 2020.
- Konserverad kärlek och spröda drömmar, LB Förlag 2022.